# Борівська сільська рада (Шевченківський район)
Бо́рівська сільська́ ра́да — адміністративно-територіальна одиниця та орган місцевого самоврядування в Шевченківському районі Харківської області. Адміністративний центр — селище Борівське.

## Загальні відомості
Борівська сільська рада утворена в 1992 році.
- Територія ради: 45,06 км²
- Населення ради: 923 особи (станом на 2001 рік)

## Населені пункти
Сільській раді були підпорядковані населені пункти:
- с-ще Борівське

## Склад ради
Рада складалася з 14 депутатів та голови.
- Голова ради: Чикор Наталія Григорівна
- Секретар ради: Приходько Олександр Васильович

### Керівний склад попередніх скликань
| Прізвище, ім'я, по батькові   | Основні відомості                                                         | Дата обрання | Дата звільнення |
| ----------------------------- | ------------------------------------------------------------------------- | ------------ | --------------- |
| Сергієнко Тетяна Василівна    | Сільський голова, 1961 року народження, позапартійна                      | 26.03.2006   | 31.10.2010      |
| Сергієнко Тетяна Василівна    | Сільський голова, 1956 року народження, освіта вища, член Партії регіонів | 31.10.2010   | 09.09.2012      |
| Гусейнова Ганна Олександрівна | Сільський голова, 1982 року народження, освіта вища, член Партії регіонів | 09.09.2012   | 25.10.2015      |
| Чикор Наталія Григорівна      | Сільський голова, 1971 року народження, освіта вища, безпартійна          | 25.10.2015   |                 |

Примітка: таблиця складена за даними сайту Верховної Ради України

### Депутати
За результатами місцевих виборів 2010 року депутатами ради стали:

#### За суб'єктами висування
| Суб'єкт висування           | Кількість обраних депутатів | %    |
| --------------------------- | --------------------------- | ---- |
| Партія регіонів             | 10                          | 71,4 |
| Комуністична партія України | 4                           | 28,6 |

#### За округами
| № округу                    | Прізвище, ім'я, по батькові    | Дата визнання обраним | Освіта             | Партійна приналежність | Відомості про обраного депутата                     |
| --------------------------- | ------------------------------ | --------------------- | ------------------ | ---------------------- | --------------------------------------------------- |
| Комуністична партія України |                                |                       |                    |                        |                                                     |
| 1                           | Булат Василь Васильович        | 03.11.2010            | середня            | позапартійний          | пенсіонер                                           |
| 12                          | Приходько Олександр Васильович | 03.11.2010            | вища               | позапартійний          | Борівська сільська рада, секретар                   |
| 13                          | Смєла Юлія Едуардівна          | 03.11.2010            | вища               | позапартійна           | Борівська загальноосвітня школа I-III ст., вчитель  |
| 14                          | Лозова Тетяна Вікторівна       | 03.11.2010            | середня            | позапартійна           | фермерське господарство «Зоря», продавець           |
| Партія регіонів             |                                |                       |                    |                        |                                                     |
| 2                           | Чикор Наталія Григорівна       | 10.02.2013            | вища               | позапартійна           | Борівська сільська рада, секрктар виконкому         |
| 3                           | Костенко Валентина Олексіївна  | 03.11.2010            | середня спеціальна | позапартійна           | ТОВ «Восток -КМК», начальник відділу кадрів         |
| 4                           | Куріпка Віктор Миколайович     | 03.11.2010            | вища               | позапартійний          | фермерське господарство «Михайлівське», механізатор |
| 5                           | Стеценко Галина Іванівна       | 03.11.2010            | середня спеціальна | позапартійна           | ТОВ «Восток -КМК», зоотехнік                        |
| 6                           | Сидоренко Ольга Миколаївна     | 28.07.2013            | вища               | член Партії регіонів   | Борівська сільська рада, землевпорядник             |
| 7                           | Кузуб Володимир Васильович     | 03.11.2010            | середня            | позапартійний          | пенсіонер                                           |
| 8                           | Остапенко Алла Олексіївна      | 03.11.2010            | вища               | позапартійна           | пенсіонер                                           |
| 9                           | Єсіпова Таїса Павлівна         | 03.11.2010            | середня спеціальна | позапартійна           | Борівська загальноосвітня школа I-III ст., кухар    |
| 10                          | Азаров Олександр Володимирович | 03.11.2010            | вища               | позапартійний          | фермерське господарство «Михайлівське», директор    |
| 11                          | Шевченко Ольга Борисівна       | 03.11.2010            | середня спеціальна | позапартійна           | ТОВ «Восток КМК»", бухгалтер                        |